# Hipofiza
Hipofiza, prazarodek – część wieszadełka (łac. suspensor) znajdująca się pod główką młodego zarodka roślin nasiennych.